# Babou Gaye Sonko
Babou Gaye Sonko ist ein gambischer Politiker.

## Leben
Im Juli 2010 war Gaye Sonko Präsident der Association of Early Childhood Educators (AECE) (deutsch Vereinigung der frühkindlichen Erzieher).
Mitte 2011 gehört er als nominiertes Mitglied dem Kanifing Municipal Council (KMC) an und wurde von der Alliance for Patriotic Reorientation and Construction (APRC) zum nationalen Jugendmobilisierer (englisch national youth mobiliser) bestimmt. Nach den Parlamentswahlen 2012 wurde Gaye Sonko als nominiertes Mitglied von Präsident Yahya Jammeh ins Parlament entsendet. Als nationaler Jugendmobilisierer wurde 2012 Pierre Minteh bestimmt, Babou Gaye Sonko wurde in dieser Funktion im Februar 2012 wieder eingesetzt. In dieser Zeit betätigt er sich als Co-Moderator einer Talk-Sendung, die National Youth Bantaba, des Gambia Radio and Television Services (GRTS).

## Auszeichnungen und Ehrungen
- 2009 – Member of Order of the Republic of The Gambia (MRG)[5]
- 2016 – July 22nd Revolution Award[6]